# 海口湾
海口湾是中国海南省北部海岸的一个海湾，位于琼州海峡，以湾区沿岸的海口市命名，属于浅水湾。大致范围从海甸岛西北端到海南国际会展中心附近海滩，长度约为12公里。

## 历史
汉朝楼船将军杨仆憎在此登陆，使得海口渐成海南岛交通枢纽。在现滨海公园里的“镇琼炮台”遗址，是光绪十一年，清政府为防御法属印度支那法军势力渗透海南岛而建。